# Stade Mouscronnois (9702)
Stade Mouscronnois is een voetbalclub uit de Waalse provincie Henegouwen, meer specifiek uit de stad Moeskroen. De club wordt beschouwd als de opvolger van het in 2022 failliet gegane Excel Moeskroen en speelt ook in dezelfde kleuren. Deze clubkleuren zijn rood en wit. Tot 1 juli 2023 staat de club nog bekend als La Squadra Mouscron naar het gelijknamige zaalvoetbalteam. Toen de club in 2018 opgericht werd was deze ook verbonden met La Squadra Mouscron, maar vanaf het seizoen 2022-23 is de club zelfstandiger geworden. De club is op geen enkele manier verbonden aan het in 1964 opgeheven Stade Mouscronnois. 

## Resultaten
| Seizoen                 | Klasse | Klasse | Klasse | Klasse | Klasse | Klasse | Klasse | Klasse | Klasse | Reeks                 | Punten | Opmerkingen                                                                                           |
|                         | 1A     | 1B     | 1Am    | 2Am    | 3Am    | P.I    | P.II   | P.III  | P.IV   |                       |        | |
| ----------------------- | ------ | ------ | ------ | ------ | ------ | ------ | ------ | ------ | ------ | --------------------- | ------ | --- |
| Als La Squadra Mouscron |        |        |        |        |        |        |        |        |        |                       |        | |
| 2018/19                 |        |        |        |        |        |        |        |        | 2      | Vierde Prov. Hene. C  | 72     | Promotie na winst in de finale van de eindronde tegen Bracquegnies Sport B                            |
| 2019/20                 |        |        |        |        |        |        |        | 6      |        | Derde Prov. Hene. A   | 35     | Seizoen vroegtijdig stopgezet door Covid-19                                                           |
| 2020/21                 |        |        |        |        |        |        |        | 7      |        | Derde Prov. Hene. A   | 7      | Geschrapt na 3 gespeelde wedstrijden wegens de Coronacrisis.                                          |
| 2021/22                 |        |        |        |        |        |        |        | 2      |        | Derde Prov. Hene. A   | 65     | Verlies in eindronde tegen Athenes Sport Ressaix                                                      |
| Als Stade Mouscronnois  |        |        |        |        |        |        |        |        |        |                       |        | |
| 2022/23                 |        |        |        |        |        |        |        | 2      |        | Derde Prov. Hene. A   | 63     | Promotie na winst in de finale van de eindronde tegen JS Solrézienne                                  |
| 2023/24                 |        |        |        |        |        |        | 2      |        |        | Tweede Prov. Hene. A  | 57     | Promotie na winst in de 3e ronde van de eindronde tegen Erpion Lacs de l'Eau d'Heure en AS Snef-Tyber |
| 2024/25                 |        |        |        |        |        | 1      |        |        |        | Eerste Prov. Hene.    | 70     | Kampioen                                                                                              |
| 2025/26                 |        |        |        |        |        |        |        |        |        | Derde afdeling ACCF A |        | |

## Bekende (oud-)spelers
- Jérémy Huyghebaert
- Corentin Koçur
- Anthony Knockaert
- Idir Ouali
- Aliou Dia